# Cambarincola aliena
Cambarincola aliena är en ringmaskart. Cambarincola aliena ingår i släktet Cambarincola och familjen Cambarincolidae. Inga underarter finns listade i Catalogue of Life.